# Coupe de France 2007
Die Coupe de France 2007 war die 16. Austragung der Coupe de France, einer seit der Saison 1992 stattfindenden Serie von französischen Eintagesrennen. Die Fahrerwertung gewann der Franzose Sébastien Chavanel vom Team französischen Française des Jeux, die Teamwertung gewann die Mannschaft Crédit Agricole.

## Rennen
| Datum         | Rennen                             | Sieger             | Führender (Fahrerwertung) |
| ------------- | ---------------------------------- | ------------------ | ------------------------- |
| 25. Februar   | Tour du Haut-Var                   | Filippo Pozzato    | Simon Gerrans             |
| 25. März      | Grand Prix Cholet-Pays de la Loire | Stéphane Augé      | Stéphane Augé             |
| 6. April      | Route Adélie                       | Rémi Pauriol       | Rémi Pauriol              |
| 8. April      | Grand Prix de Rennes               | Serhij Matwjejew   | Maryan Hary               |
| 17. April     | Paris–Camembert                    | Sébastien Joly     | Stéphane Augé             |
| 19. April     | Grand Prix de Denain               | Sébastien Chavanel | Stéphane Augé             |
| 21. April     | Tour du Finistère                  | Niels Brouzes      | Rémi Pauriol              |
| 22. April     | Tro Bro Leon                       | Saïd Haddou        | Sébastien Chavanel        |
| 1. Mai        | Tour de Vendée                     | Mikel Gaztañaga    | Sébastien Chavanel        |
| 17. Mai       | Trophée des Grimpeurs              | Anthony Geslin     | Sébastien Chavanel        |
| 2. Juni       | Grand Prix de Plumelec-Morbihan    | Simon Gerrans      | Yann Huguet               |
| 5. August     | Polynormande                       | Benoît Vaugrenard  | Rémi Pauriol              |
| 26. August    | Châteauroux Classic de l’Indre     | Christopher Sutton | Sébastien Chavanel        |
| 23. September | Grand Prix d’Isbergues             | Martin Elmiger     | Sébastien Chavanel        |
| 11. Oktober   | Paris–Bourges                      | Romain Feillu      | Sébastien Chavanel        |

## Fahrerwertung
| Position | Fahrer              | Team               | Punkte |
| -------- | ------------------- | ------------------ | ------ |
| 1        | Sébastien Chavanel  | Française des Jeux | 128    |
| 2        | Romain Feillu       | Agritubel          | 112    |
| 3        | Rémi Pauriol        | Crédit Agricole    | 102    |
| 4        | Yann Huguet         | Cofidis            | 95     |
| 5        | Benoît Vaugrenard   | Française des Jeux | 93     |
| 6        | Saïd Haddou         | Bouygues Télécom   | 88     |
| 7        | Simon Gerrans       | ag2r Prévoyance    | 85     |
| 8        | Stéphane Bonsergent | Bretagne-Armor Lux | 74     |
| 9        | Mikel Gaztañaga     | Agritubel          | 73     |
| 10       | Aurélien Clerc      | Bouygues Télécom   | 70     |

## Teamwertung
| Position | Team               | Punkte |
| -------- | ------------------ | ------ |
| 1        | Crédit Agricole    | 122    |
| 2        | Cofidis            | 112    |
| 3        | Bretagne-Armor Lux | 102    |